# 스도 아츠코
스도 아츠코(일본어: 須藤 温子 스도 아쓰코[*], 1983년 11월 1일~ )는 일본의 여성 배우이다.